# Same Player Shoots Again
Same Player Shoots Again (deutsch: „Selber Spieler schießt nochmal“) ist ein 1968 erschienener Kurzfilm von Wim Wenders.

## Inhalt
Eine eigentliche Handlung hat der etwa elfminütige, in Schwarzweiß gedrehte Film nicht. Er beginnt mit zwei dort nicht verwendeten Einstellungen aus dem verschollenen Kurzfilm „Schauplätze“. Die erste schwenkt durch eine Wohnung in der Einrichtung der frühen 1960er-Jahre, auf dem TV-Bildschirm werden Karten gemischt, auf einem Rundtisch davor liegen leere Weinflaschen. Die zweite zeigt eine verlassene Telefonzelle mit herunterhängendem Hörer. Dazwischen wird der Filmtitel eingeblendet.
Der Hauptteil des Films besteht aus einer etwa zweiminütigen Einstellung, die insgesamt fünf Mal hintereinander gezeigt wird. Man sieht einen Mann, der einen Mantel trägt und in den Händen ein Jagdgewehr hält, mit gebeugten Knien eine gepflasterte Straße entlanggehen, während die Kamera auf seiner Höhe mitfährt. Die Person ist nur von der Hüfte abwärts zu sehen, die Kamera schaut leicht abwärts, dadurch erscheint kein Hintergrund, kein Kontext. Anfangs geht der Mann schleppend, mit durchgedrücktem Rücken, als breche er gleich zusammen, dann zunehmend schneller, bis er in einen hastigen Trab verfällt.
Die fünf Durchgänge dieser ansonsten immer gleichen Einstellung sind unterschiedlich getönt. Der erste Durchgang ist neutralgrau, die folgenden sind grün, gelb, rot und blau getönt. Die erste Einstellung ist größtenteils mit Orchestermusik unterlegt, danach ist nur das Rauschen der Tonspur zu hören.
Nach der fünften Wiederholung erscheint kurz die Meldung „TILT“ auf schwarzem Hintergrund, dann sieht man noch einige Sekunden lang aus einem fahrenden Auto.

## Hintergrund
Wim Wenders äußerte, der Film sei strukturiert wie ein Spiel an einem Flipperautomaten, bei dem man fünf Kugeln habe. Darauf bezieht sich die Meldung „TILT“, die an einem Flipper erscheint, wenn er während des Spiels zu stark gestoßen wird.
Der Film entstand 1967 an der Hochschule für Fernsehen und Film München. Er wurde auf 16-mm-Umkehrfilm gedreht.